# Линделль, Эрик
Эрик Кристиан Линделль (швед. Erik Kristian Lindell; род. 14 февраля 1996, Норрчёпинг, Эстергётланд) — шведский футболист, защитник клуба «Дегерфорс».

## Клубная карьера
Является воспитанником «Норрчёпинга». В 2015 и 2016 году выступал на правах аренды за «Сильвию» во втором шведском дивизионе. В январе 2017 года отправился в очередную аренду в «Дегерфорс», выступающий в Суперэттане. В январе следующего года арендное соглашение было продлено ещё на сезон.
4 марта 2019 года Линделль покинул «Норрчёпинг» и подписал с «Дегерфорсом» полноценный контракт, рассчитанный на один год и предусматривающий возможность продления ещё на два. По итогам 2020 года вместе с клубом занял вторую строчку в турнирной таблице и завоевал право в следующем сезоне выступать в Алльсвенскане. 12 апреля 2021 года Линделль дебютировал в чемпионате Швеции, появившись на поле в стартовом составе на матч с АИК. В середине второго тайма встречи он уступил место на поле Шону Сабеткару.

## Достижения
Дегерфорс:
- Серебряный призёр Суперэттана: 2020

## Клубная статистика
| Выступление      | Выступление      | Выступление      | Лига | Лига | Кубки | Кубки | Конт. кубки | Конт. кубки | Итого | Итого |
| Клуб             | Лига             | Сезон            | Игры | Голы | Игры  | Голы  | Игры        | Голы        | Игры  | Голы  |
| ---------------- | ---------------- | ---------------- | ---- | ---- | ----- | ----- | ----------- | ----------- | ----- | ----- |
| Сильвия          | Дивизион 2       | 2015             | 25   | 5    | 2     | 0     | 0           | 0           | 27    | 5     |
| Сильвия          | Дивизион 2       | 2016             | 9    | 0    | 0     | 0     | 0           | 0           | 9     | 0     |
| Сильвия          | Итого            | Итого            | 34   | 5    | 2     | 0     | 0           | 0           | 36    | 5     |
| Дегерфорс        | Суперэттан       | 2017             | 26   | 0    | 4     | 0     | 0           | 0           | 30    | 0     |
| Дегерфорс        | Суперэттан       | 2018             | 24   | 2    | 0     | 0     | 0           | 0           | 24    | 2     |
| Дегерфорс        | Суперэттан       | 2019             | 26   | 0    | 0     | 0     | 0           | 0           | 26    | 0     |
| Дегерфорс        | Суперэттан       | 2020             | 28   | 0    | 1     | 0     | 0           | 0           | 29    | 0     |
| Дегерфорс        | Алльсвенскан     | 2021             | 25   | 0    | 5     | 1     | 0           | 0           | 30    | 1     |
| Дегерфорс        | Алльсвенскан     | 2022             | 0    | 0    | 3     | 0     | 0           | 0           | 3     | 0     |
| Дегерфорс        | Итого            | Итого            | 129  | 2    | 13    | 1     | 0           | 0           | 142   | 3     |
| Всего за карьеру | Всего за карьеру | Всего за карьеру | 163  | 7    | 15    | 1     | 0           | 0           | 178   | 8     |